# Leopold Godowsky Jr.
Leopold Godowsky, Jr. (Chicago, 27 de maio de 1900 — Nova Iorque, 18 de fevereiro de 1983) foi um químico e violinista estadunidense.
Juntamente com Leopold Mannes criou o primeiro diapositivo prático, o Kodachrome.